# Мацуэда, Норико
Норико Мацуэда (яп. 松枝 賀子, 18 декабря 1971, Тотиги) — в прошлом композитор видеоигр и музыкант родом из Японии.

## Биография
Норико Мацуэда родилась 18 декабря 1971 года в префектуре Тотиги. С малых лет она чувствовала тягу к музыке. Сочинение простеньких мелодий подтолкнуло её пойти в музыкальную школу, где она начала изучать игру на фортепиано и электронном органе. Время шло, и простое увлечение перерастало в нечто большее — в своеобразный источник самовыражения. Вдохновляясь такими столпами композиторской мысли, как Джордж Гершвин, Херби Хэнкок и Чик Кориа, она начинает развивать свой талант и продвигаться в области джаза, создавая свой собственный, неповторимый стиль, который впоследствии станет визитной карточкой девушки. Бережное использование электронных музыкальных инструментов на фоне фортепианных мотивов даёт свои плоды. Дальнейшее влияние Игоря Стравинского и Густава Малера на музыку Норико привносит в её композиции новые частицы классики и сентиментальности. Всё это приводит девушку в Консерваторию Сёби, расположенную в Токио, где она начинает дружить с Такахито Эгути, своим лучшим другом и напарником. «У нас очень чёткое музыкальное взаимопонимание друг друга» — как позже скажет она.
Больше всего Норико Мацуэда известна по написанию саундтреков для видеоигр компании Squaresoft (ныне Square Enix). К числу наиболее значимых её творений можно отнести музыку для таких игр, как Front Mission, Bahamut Lagoon, Racing Lagoon, The Bouncer и Final Fantasy X-2. Кроме того, Мацуэда написала одну звуковую дорожку для игры Chrono Trigger и музыкальный ряд для интерактивного сервиса PlayOnline Viewer. Закончив работу над сведением диска «Final Fantasy X-2 Piano Collection», Мацуэда покинула Square Enix и вообще игровую индустрию.

## Дискография

### Саундтреки к видеоиграм
- Front Mission (1995) — в соавторстве с Ёко Симомура
- Chrono Trigger (1995) — в соавторстве с Ясунори Мицуда и Нобуо Уэмацу
- Bahamut Lagoon (1996)
- Tobal No. 1 (1996) — в соавторстве со многими другими композиторами
- Front Mission 2 (1997)
- Racing Lagoon (1999) — в соавторстве с Такахито Эгути и Рё Ямадзаки
- The Bouncer (2000) — в соавторстве с Такахито Эгути
- Final Fantasy X-2 (2003) — в соавторстве с Такахито Эгути
- Final Fantasy X-2 International + Last Mission (2004) — в соавторстве с Такахито Эгути

### Другие работы
- The Bouncer: Love is the Gift — Шэнайс Уилсон (2000) — в соавторстве с Такахито Эгути
- The Bouncer Promo Album (2001) — в соавторстве с Такахито Эгути
- The Bouncer Original Video Game Soundtrack (2001) — в соавторстве с Такахито Эгути
- Final Fantasy X Vocal Collection (2001) — в соавторстве со многими другими композиторами
- PlayOnline Viewer (2002)
- Final Fantasy X-2: real Emotion / 1000 Words — Кода Куми (2003) — в соавторстве с Такахито Эгути и Кадзухиро Хара
- Eternity ~Memory of Lightwaves~ Music from Final Fantasy X-2 (2003) — в соавторстве с Такахито Эгути
- Final Fantasy X-2 Vocal Collection Paine (2003) — в соавторстве с Такахито Эгути
- Final Fantasy X-2 Vocal Collection Rikku (2003) — в соавторстве с Такахито Эгути
- Final Fantasy X-2 Vocal Collection Yuna (2003) — в соавторстве с Такахито Эгути
- Final Fantasy X-2 Piano Collection (2004) — в соавторстве со многими другими композиторами

### Разное
- Square Vocal Collection (2001) — сборник вокальных тем из различных видеоигр компании Square, в том числе из видеоигры The Bouncer
- Front Mission 1st Special BGM Selection (2003) — промоушен-альбом из выборочных композиций Front Mission Original Sound Version в честь выхода первой части сериала на платформе Nintendo DS. Аранжировка — Хидэнори Ивасаки
- Front Mission 4 Plus 1st Original Soundtrack (2004) — в саундтреке содержится аранжировка Front Mission Original Sound Version от Хидэнори Ивасаки
- Front Mission Online Original Soundtrack (2006) — в саундтрек вошли некоторые композиции из Front Mission и Front Mission 2 в обработке Хидэнори Ивасаки и Цуёси Сэкито
- Square Enix Battle Tracks Vol. 1 (2007) — первая часть сборника боевых тем из различных видеоигр компании Square Enix, в том числе из видеоигры Bahamut Lagoon.